# パームスプリングス国際空港
パームスプリングス国際空港（パームスプリングスこくさいくうこう、英: Palm Springs International Airport）はアメリカ合衆国カリフォルニア州にある民間空港。パームスプリングス市街から5km東のところにあり、オンタリオ国際空港やサンバーナーディーノ国際空港とともにインランド・エンパイア都市圏と呼ばれるカリフォルニア州南部の地域の中心的空港となっている。
空港の総面積は3.8km²（380ha）で、ターミナルビル1つとアスファルトで舗装された滑走路2本を備えている。またパームスプリングスが避寒リゾート地であることから夏期は運休される路線も多い。

## 歴史
パームスプリングス国際空港は1939年に当時のアメリカ陸軍航空軍の基地として、カウイヤ族の所有する土地に建設された。その後1961年にパームスプリングス市がその土地を買収し商業空港化し、1964年よりパームスプリングス地域空港（Palm Springs Municipal Airport）として再スタートした。
2006年12月30日には第38代アメリカ合衆国大統領であるジェラルド・R・フォードの遺体を乗せたエアフォースワンが、彼の国葬が行われるワシントン大聖堂があるワシントンD.C.に向けてこの空港を離陸した。

## 主な航空会社

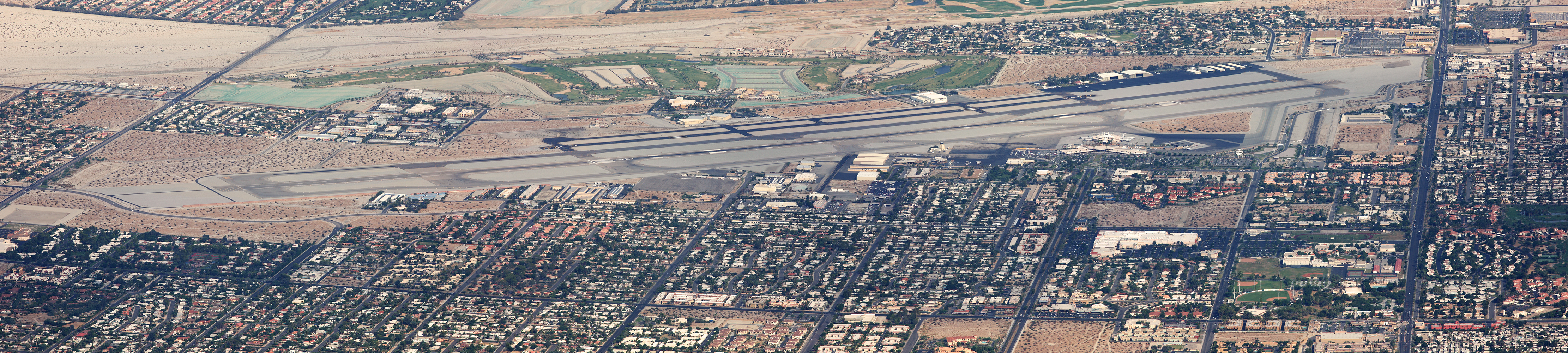
パームスプリングス国際空港の全景

| 航空会社                                                 | 就航地 |
| -------------------------------------------------------- | --- |
| アラスカ航空                                             | サンフランシスコ、シアトル、ポートランド 季節運航 : ボイシ、エバレット、ニューヨーク/JFK                                                               |
| サウスウエスト航空                                       | デンバー、ラスベガス、オークランド、サクラメント、サンノゼ 季節運航 : シカゴ/MDW、ダラス/ラブフィールド                                                |
| アメリカン航空                                           | ダラス/フォートワース、フェニックス 季節運航 : シカゴ/ORD                                                                                              |
| アメリカン・イーグル                                     | フェニックス |
| デルタ航空                                               | 季節運航 : アトランタ、ミネアポリス・セントポール、ニューヨーク/JFK、シアトル                                                                          |
| デルタ・コネクション(スカイウエスト航空による運航)       | ソルトレイクシティ |
| ユナイテッド航空                                         | デンバー、サンフランシスコ 季節運航 : シカゴ/ORD、ヒューストン/インターコンチネンタル、ニューアーク(2025年12月18日より運航再開予定)、ワシントン/ダレス |
| ユナイテッド・エクスプレス(スカイウエスト航空による運航) | デンバー、サンフランシスコ 季節運航 : ヒューストン/インターコンチネンタル、ロサンゼルス/LAX                                                            |
| サンカントリー航空                                       | 季節運航 : ミネアポリス・セントポール |
| アレジアント航空                                         | ベリンハム 季節運航 : デモイン |
| フロンティア航空                                         | デンバー 季節運航 : サンフランシスコ |
| エア・カナダ                                             | 季節運航 : バンクーバー |
| エア・カナダ ルージュ                                    | 季節運航 : トロント/ピアソン |
| ウエストジェット航空                                     | カルガリー、エドモントン、バンクーバー 季節運航 : ウィニペグ                                                                                           |
| ポーター航空                                             | 季節運航 : トロント/ピアソン |
| フレア航空                                               | 季節運航 : バンクーバー |